# Bruinvleugelincakolibrie
De bruinvleugelincakolibrie (Coeligena lutetiae) is een vogel uit de familie Trochilidae (kolibries).

## Verspreiding en leefgebied
Deze soort komt voor van Colombia tot Peru en telt twee ondersoorten:
- C. l. lutetiae: centraal Colombia tot centraal Ecuador.
- C. l. albimaculata: noordwestelijk Ecuador.